# Котек Ніна В'ячеславівна
Ні́на В'ячесла́вівна Ко́тек (нар. 12 липня 1903, Вільно — пом. 29 серпня 1984, Київ) — українська живописиця. Членкиня Спілки художників України з 1944 року.

## Біографічні відомості
Народилася 29 червня (12 липня) 1903 року у місті Вільно (тепер Вільнюс, Литва). 1930 року закінчила Київський художній інститут (викладачі В. Кричевський, Ф. Кричевський, В. Пальмов, А. Таран). На початку 1930-х років працювала на Баранівському фарфороровому заводі; у 1945—1946 роках виконувала набивання на хустках.
Від 1935 року брала участь у мистецьких виставках.
Була одружена з художником Сергієм Єржиковським. Син Олег також став живописцем.
Померла 29 серпня 1984 у Києві.

## Творчість
Основні галузі — станковий живопис і графіка. Для творчості художниці характерний реалістичний план із тяжінням до експресіонізму та неоромантизму. Створювала пейзажі, натюрморти, портрети, у яких тонко відображала духовний світ і психологію людей.
Твори:
- графічні серії малюнків оголеної натури і портретів (середина 1930-х);
- живопис:
  - «Після демонстрації» (1933);
  - «Польові квіти» (1934);
  - «На молочарні» (1935);
  - «Автопортрет» (1937);
  - «Дівчина з квітами» (1937);
  - «Тиха річка» (1939);
  - «Мати» (1945);
  - «Бузок» (1945; 1957);
  - «І. Беклемішева» (1947);
  - «Захід сонця над морем» (1947);
  - «Син» (1947);
  - «Карпати біля Вижниці» (1948);
  - «Р. Лівицька у гуцульському вбранні» (1949);
  - «Верба над струмком» (1951);
  - «Хатинка над ставком» (1951);
  - «Канів. Над Дніпром» (1953);
  - «Дорога на Чернечу гору» (1956);
  - «Настурції та дзвіночки» (1956);
  - «Айстри» (1957);
  - «Син-студент» (1958);
  - «Путівець біля Бобриці» (1961);
  - «Півонії» (1963; 1969);
  - «Літній день» (1965);
  - «Канів. Вечір» (1966);
  - «Е. Рудякова» (1969);
  - «Осінній натюрморт» (1971);
  - «Осінь у Седневі» (1971);
  - «Над Сновом» (1973);
- акварелі:
  - «Майори» (1973);
  - «Флокси» (1973);
  - «Автопортрет» (1976);
  - «Над Сновом» (1977);
  - «Польові квіти» (1977).

Роботи зберігаються у музеях і приватних колекціях.